# It’s a Hard Life
It’s a Hard Life – piosenka brytyjskiego zespołu Queen wydana w 1984 roku na singlu, który promował album The Works (1984). Utwór napisał Freddie Mercury.
Wstęp utworu oparty jest na tłumaczeniu arii Vesti la giubba z opery Pajace autorstwa Ruggero Leoncavallo. Freddie Mercury był miłośnikiem opery; przykłady inspiracji to m.in. utwór grupy Queen, „Bohemian Rhapsody” (1975), i album Barcelona (1988) nagrany w duecie z hiszpańską śpiewaczką Montserrat Caballé.
Klip Tima Pope’a jest w stylu operowym i jest w nim wiele wizualnych żartów.
Zgodnie z pomysłem frontmana zespołu, muzycy ubrani byli w stroje operowe.
Nagrania wideo piosenki zarejestrowane na żywo dostępne są na wideokasecie Live in Rio (1985) i na DVD We Are the Champions: Final Live in Japan (2004).

## Listy przebojów
| Kraj   | Lista                          | Pozycja | Źr.   |
| ------ | ------------------------------ | ------- | ----- |
| AU     | Top 100 Singles                | 65      | [ 1 ] |
| BE-VLG | Ultratop 50 Singles (Flandria) | 31      | [ 2 ] |
| NL     | Single Top 100                 | 20      | [ 3 ] |
| IE     | Top 100 Singles                | 2       | [ 4 ] |
| DE     | Single Top 100                 | 26      | [ 5 ] |
| NZ     | Top 40 Singles                 | 30      | [ 6 ] |
| PL     | LP3                            | 11      | [ 7 ] |
| GB     | UK Singles Chart               | 6       | [ 8 ] |
| US     | Hot 100                        | 72      | [ 9 ] |

| Kraj | Lista              | Pozycja | Źr.    |
| ---- | ------------------ | ------- | ------ |
| ES   | Los 40 Principales | 27      | [ 10 ] |